# 齊旺巴勒齋
齐旺巴勒斋（?—?），喀尔喀蒙古札萨克图汗部人，博尔济吉特氏。达延汗巴图蒙克后裔，札萨克图汗巴勒達爾长子。清朝蒙古王公。
齐旺巴勒斋初授一等台吉，赐公品级。乾隆二十五年（1760年），扈从乾隆帝木兰行围，赐孔雀翎。乾隆二十八年（1763年），署盟长。乾隆二十九年（1766年），赐黄马褂。三十二年（1767年），命乾清门行走。乾隆三十三年（1768年），辖乌里雅苏台军营学舍。乾隆三十五年（1770年），袭封札萨克图汗兼多罗郡王，授为盟长。乾隆四十年（1775年），赐三眼孔雀翎。乾隆五十六年（1791年）因病罢职，其子布尼拉忒納袭封。